# Jean Grenier (scrittore)
Jean Grenier (Parigi, 6 febbraio 1898 – Dreux, 5 marzo 1971) è stato un filosofo e scrittore francese.
Nel 1968 ricevette dal Ministero della Cultura francese il Grand Prix national des lettres.

## Biografia
Jean Grenier trascorre l'infanzia e l'adolescenza a Saint-Brieuc, in Bretagna, il paese di Jules Lequier, filosofo al quale dedicherà la sua tesi di dottorato. Questi primi anni, in cui conosce Louis Guilloux, Edmond Lambert e Max Jacob, saranno rievocati nel romanzo autobiografico Les Grèves  del 1957.
Inizia la carriera universitaria nel 1922, avendo come collega Henri Bosco. Dal 1927 collabora alla Nouvelle Revue française di Jean Paulhan.
Si dedica all'insegnamento di filosofia dal 1930 al 1938 al Liceo di Algeri, dove Albert Camus è suo allievo. Tra i due nasce un'amicizia e un fecondo scambio di idee.
Altre tappe della sua carriera di insegnante sono Alessandria d'Egitto e Il Cairo, dove conosce i più importanti intellettuali francesi del tempo. Dal 1960 al 1968 terrà la cattedra di Estetica alla Sorbona.
Si è occupato, nei suoi scritti, di problemi spirituali ed esistenziali, ma anche molto di pittura. Le sue amicizie sono testimoniate da numerosi epistolari, con René Char, Louis Guilloux, Jean Giono, André Malraux, Manès Sperber, René Étiemble, Georges Perros e Albert Camus.
È morto nel 1971. È stato il padre della pittrice Madeleine Grenier (1929-1982).

## Opere
- Interiora rerum, Grasset, Coll. Les Cahiers verts, 70, 1927
- Cum apparuerit, Coll. Terrasses de Lourmarin 19, Audin, 1930
- Les Îles, Coll "Les Essais" n, 7, Gallimard, 1933 Riedito nella coll. "L'imaginaire", 1977
  - Isole, prefazione Albert Camus; a cura di Caterina Pastura, Mesogea, Messina 2003
- La philosophie de Jules Lequier, Vrin, 1936
- Santa Cruz et autres paysages africains, Coll. Méditerranéennes 4, Charlot, 1937
- Essai sur l'esprit d'orthodoxie, Gallimard, coll. Les Essais n. 5, 1938
- Inspirations méditerranéennes, Gallimard, 1941
  - Ispirazioni mediterranee, a cura di Caterina Pastura, Mesogea, Messina 2003
- Le Choix, Presses universitaires de France, 1941
- L’Existence, Gallimard, Coll. La Métaphysique, 1945
- Sextus Empiricus (traduction) Aubier, 1948
- Entretiens sur le bon usage de la liberté, Paris, Gallimard, 1948
- L'esprit de la peinture contemporaine, Vineta, 1951
- Œuvres complètes de Jules Lequier (presentazione), La Baconnière, 1952
- Lexique, Gallimard, Coll. Métamorphoses n. 48, 1955
- À propos de l'humain, Gallimard, Coll. Les Essais n. 74, 1955
- Les Grèves, Gallimard, 1957
- Sur la mort d'un chien, Gallimard, 1957
  - In morte di un cane, prefazione di Caterina Pastura e Silvio Perrella; traduzione di Caterina Pastura, Mesogea, Messina : 2011
- L'esprit du Tao, Flammarion, 1957, riedito da Flammarion, 1992
- L'existence malheureuse, Gallimard, 1957
- Essais sur la peinture contemporaine, Gallimard, 1959
- Lanskoy, Hazan, Coll. Peintres d'aujourd'hui, 1960
- Absolu et choix, Presses universitaires de France (Initiation philosophique), 1961
- Borès, Verve, 1961
- Lettres d'Égypte seguite da Un Été au Liban, Gallimard, 1962
- L'Imitation et les principes de l'esthétique classique, C.D.U.(Les Cours de Sorbonne: Esthétique), 1963
- Entretiens avec dix-sept peintres non figuratifs, Calmann-Lévy, 1963, riedito dalle Edizioni Folle Avoine, 1990
- Vicissitudes de l'esthétique et révolution du goût, C.D.U.(Les Cours de Sorbonne: Esthétique), 1965
- Célébration du miroir, Robert Morel, 1965
- La vie quotidienne, Gallimard, 1968
- Jules Lequier - La dernière page, Illustrazioni d'Ubac, Gaston Puel, 1968
- Albert Camus. Souvenirs, Gallimard, 1968
  - Albert Camus: ricordi, introduzione di Silvio Perrella; a cura di Caterina Pastura, Mesogea, Messina 2005
- Senancour: les plus belles pages(presentazione), Mercure de France, 1968
- Lexique, illustrazioni de Hadju, Fata Morgana, Fata Morgana, 1969
- Entretiens avec Louis Foucher, Gallimard, 1969
- Quatre prières, illustrazioni di Madeleine Grenier, Gaston Puel, 1970
- L'art et ses problèmes, Edizioni Rencontres, 1970
- Mušič, Le Musée de Poche, 1970
- Molinos: le guide spirituel (presentazione), Fayard, 1970
- Mémoires intimes de X, Robert Morel, 1971
- Voir Naples, Gallimard, 1973
- Les poèmes brûlés, Nane Stern, 1973
- Réflexions sur quelques écrivains, Gallimard, 1973
- "Léon Zack", Pierre Courthion, Bernard Dorival, Jean Grenier, Le musée de poche, 1976
- Jacques, Edizioni Calligrammes, 1979
- Portrait de Jean Giono, Robert Morel, 1979
- Miroirs, illustrazioni d’Árpád Szenes, Fata Morgana, 1980
- Jean Grenier-Georges Perros : correspondance 1950-1971, Calligrammes, 1980
- Correspondance avec Albert Camus (1932-1960), Gallimard, 1981
- Écrire et publier, Calligrammes, 1982
- Vie de Saint-Gens, seguito da Images de Saint-Gens di André de Richaud, Calligrammes, 1983
- Prières, illustrazioni de Zoran Mušič, Fata Morgana, 1983
- Le chant du voleur d'amour de Bilhana (presentazione, edizione di Jean Grenier), Calligrammes, 1983
- Écrits sur le quiétisme, Calligrammes, 1984
- Jean Grenier-Jean Paulhan: correspondance 1925-1968, Calligrammes, 1984
- Premier voyage en Italie - 1921, Calligrammes, 1986
- Ombre et lumière, illustrazioni di Pierre Tal Coat, Fata Morgana, 1986
- Mes candidatures à la Sorbonne, Calligrammes, 1987
- Les A-peu-près, Ramsay, 1987
- La dernière page, prefazione di Jean Clair, Ramsay, 1987
- Jean Grenier-René Etiemble: correspondance 1945-1971, Folle Avoine, 1988
- Carnets 1944 - 1971, collection "Pour Mémoire", Seghers, 1991 (ripreso dalle Edizioni Claire Paulhan, 1999)
- Sur l’Inde, avant-propos d’Olivier Germain-Thomas, Fata Morgana, 1994
- Sous l'occupation, Edizioni Claire Paulhan, 1997